# 一稿多投
一稿多投是指作者将自己创作的同一部作品同时向多家出版机构或者媒体投稿的行为。在许多国家，这种行为被认为是不道德甚至是违法的。
一稿多投现象的出现，是作者希望自己的作品有更早更多的出版机会。然而作者在获得这种利益的同时，出版者的权益却可能受到损害。尤其是报刊，作品的新颖性往往决定了报刊的利益。另外在一些以学术文章为参考因素的评定（如中国大陆的职称评定）中，文章数量的多少往往会影响评定结果，这种情况下的一稿多投可能有滥竽充数之嫌。
有些国家明文规定了法定的一稿多投期限。例如《中华人民共和国著作权法》规定了“自稿件发出之日起十五日内未受到报社通知决定刊登的，或者自稿件发出之日起三十日内未受到期刊社通知决定刊登的，可以将同一作品向其他报社、期刊社投稿。”